# Departamentul Loga
- Pentru alte sensuri, vedeți Loga (dezambiguizare).

Departamentul Loga este un departament din  regiunea Dosso, Niger, cu o populație de 133.928 locuitori (2001).